# راس بكر
راس بكر أو راس أبو بكر هو رأس يقع على ساحل البحر الأحمر على بعد 4.1 كم شمال مدينة رأس غارب. وعلى بعد 260 كم جنوب شرق القاهرة. أرض المنطقة منبسطة وأعلى نقطة في الجوار يصل ارتفاعها 49 م وتبعد كيلومترًا واحدًا من الجنوب.
يقع بالقرب من الرأس حقول بترول غرب بكر ومحطة رياح غرب بكر.

## المناخ
مناخ المنطقة جاف ومتوسط درجة الحرارة 26°. أكثر الشهور دفئًا هو أغسطس عند 34°، وأبرد الشهور هو يناير عند 16°. متوسط هطول الأمطار 140 ملم في السنة. يعتبر مايو أكثر الشهور جفافًا، حيث يتساقط 22 ملمًا من الأمطار، بينما يعتبر فبراير الأكثر رطوبة بمقدار 3 ملم.
| مخطط المناخ راس بكر | مخطط المناخ راس بكر | مخطط المناخ راس بكر | مخطط المناخ راس بكر | مخطط المناخ راس بكر | مخطط المناخ راس بكر | مخطط المناخ راس بكر | مخطط المناخ راس بكر | مخطط المناخ راس بكر | مخطط المناخ راس بكر | مخطط المناخ راس بكر | مخطط المناخ راس بكر |
| --- | ------------------- | ------------------- | ------------------- | ------------------- | ------------------- | ------------------- | ------------------- | ------------------- | ------------------- | ------------------- | ------------------- |
| 01 | 02                  | 03                  | 04                  | 05                  | 06                  | 07                  | 08                  | 09                  | 10                  | 11                  | 12                  |
| 4 22 11 | 3 24 13             | 17 29 16            | 3 33 18             | 22 36 21            | 18 38 23            | 16 41 27            | 16 41 28            | 15 39 26            | 6 34 24             | 9 30 19             | 12 24 14            |
| متوسط درجة-الحرارة °س مجاميع الهطل مم |                     |                     |                     |                     |                     |                     |                     |                     |                     |                     |                     |
| بالوحدات الإنكليزية \| 01 \| 02 \| 03 \| 04 \| 05 \| 06 \| 07 \| 08 \| 09 \| 10 \| 11 \| 12 \| \| 0.2 72 52 \| 0.1 75 55 \| 0.7 84 61 \| 0.1 91 64 \| 0.9 97 70 \| 0.7 100 73 \| 0.6 106 81 \| 0.6 106 82 \| 0.6 102 79 \| 0.2 93 75 \| 0.4 86 66 \| 0.5 75 57 \| \| متوسط درجة-الحرارة °ف مجاميع الهطول ″ \| \| \| \| \| \| \| \| \| \| \| \| |                     |                     |                     |                     |                     |                     |                     |                     |                     |                     |                     |
| 01 | 02                  | 03                  | 04                  | 05                  | 06                  | 07                  | 08                  | 09                  | 10                  | 11                  | 12                  |
| 0.2 72 52 | 0.1 75 55           | 0.7 84 61           | 0.1 91 64           | 0.9 97 70           | 0.7 100 73          | 0.6 106 81          | 0.6 106 82          | 0.6 102 79          | 0.2 93 75           | 0.4 86 66           | 0.5 75 57           |
| متوسط درجة-الحرارة °ف مجاميع الهطول ″ |                     |                     |                     |                     |                     |                     |                     |                     |                     |                     |                     |

| 01                                    | 02        | 03        | 04        | 05        | 06         | 07         | 08         | 09         | 10        | 11        | 12        |
| 0.2 72 52                             | 0.1 75 55 | 0.7 84 61 | 0.1 91 64 | 0.9 97 70 | 0.7 100 73 | 0.6 106 81 | 0.6 106 82 | 0.6 102 79 | 0.2 93 75 | 0.4 86 66 | 0.5 75 57 |
| متوسط درجة-الحرارة °ف مجاميع الهطول ″ |           |           |           |           |            |            |            |            |           |           |           |